# 811

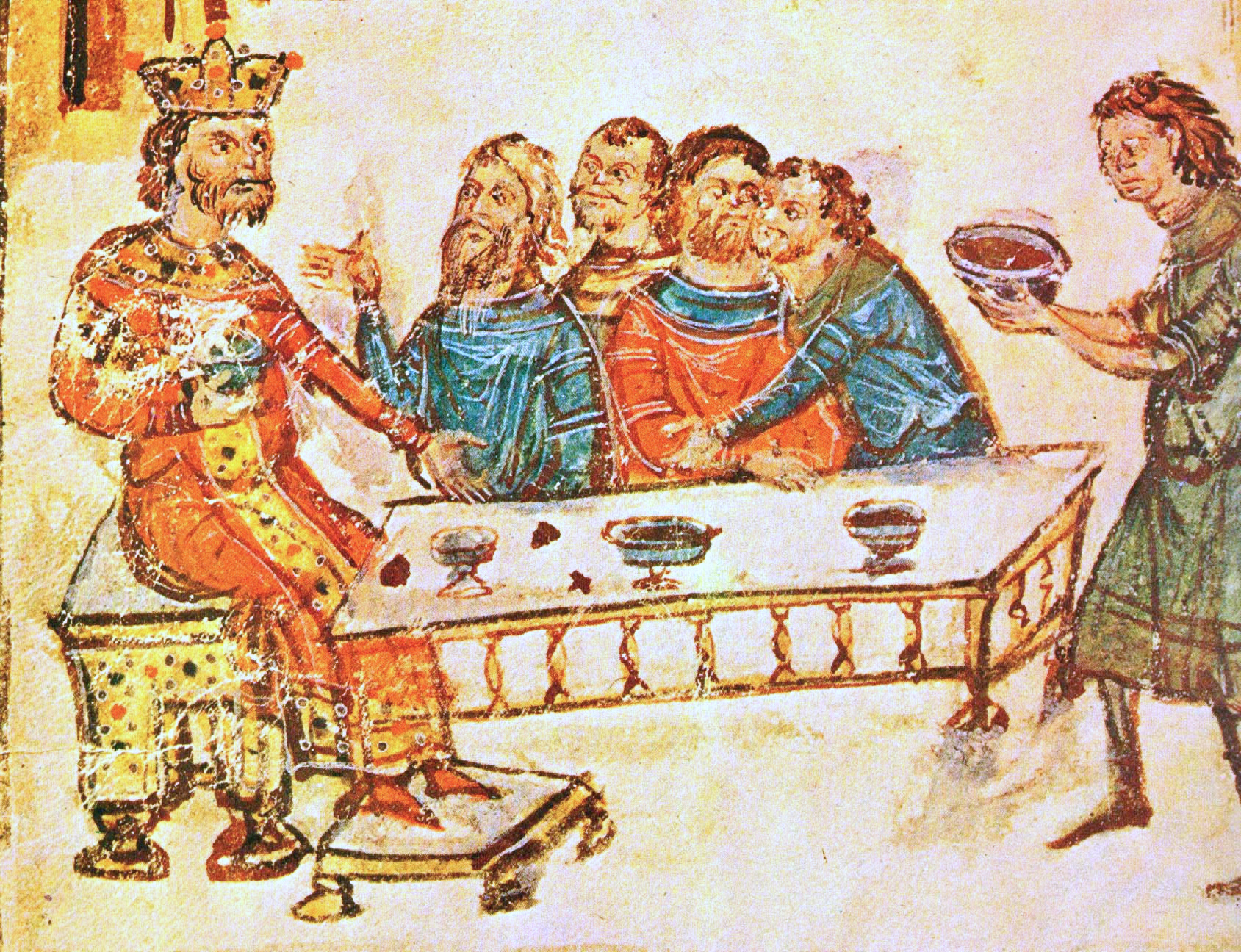
Kroem viert de overwinning op Nikephoros I

Het jaar 811 is het 11e jaar in de 9e eeuw volgens de christelijke jaartelling.

## Gebeurtenissen

### Byzantijnse Rijk
- Byzantijns-Bulgaarse Oorlog: Keizer Nikephoros I begint een militaire campagne tegen het Bulgaarse Rijk. Hij trekt met een Byzantijns expeditieleger (80.000 man) over de bergpassen van het Balkangebergte, vergezeld door zijn zoon Staurakios en zijn schoonzoon Michaël I Rangabe. Nikephoros weigert de eisen van een Bulgaarse delegatie te accepteren.
- 26 juli - Slag bij Pliska: Nikephoros I sneuvelt bij Pliska op het slagveld na een smadelijke nederlaag tegen de Bulgaren. Hij wordt onthoofd en Kroem, heerser (khan) van het Bulgaarse Rijk, maakt na de overwinning van zijn schedel een versierde drinkbeker. De Bulgaren sluiten een vredesverdrag met de Slavische stammen in Thracië en Macedonië.
- Staurakios weet zwaargewond met enkele metgezellen naar Adrianopel te vluchten. Daar wordt hij, als rechtmatig troonopvolger, tot keizer uitgeroepen. Kort daarna wordt hij echter in Constantinopel door de Byzantijnse adel gedwongen af te treden. Michaël I Rangabe wordt in het Hippodroom tot keizer van het Byzantijnse Rijk gekroond.

### Europa
- Keizer Karel de Grote inspecteert zijn bescheiden vloot in Gent en Boulogne. Hij sluit een vredesverdrag met de Denen, de rivier de Eider wordt als rijksgrens bevestigd.
- Wala van Corbie, neef en adviseur van Karel de Grote, wordt benoemd tot paltsgraaf van Saksen. Hij krijgt rechterlijke bevoegdheden om het hertogdom te besturen.
- Horik I van Denemarken een andere zoon van Gudfred nemen de macht over en verjagen hun rivaal Harald Klak. Hij zoekt zijn toevlucht aan het Frankische hof.
- Karel de Grote geeft zijn enige overgebleven zoon Lodewijk de Vrome het koningschap over Aquitanië, dat hij tot dan toe met Willem van Gellone heeft gedeeld.

## Religie
- Eerste vermelding van Welden (huidige België).

## Overleden
- Egbert I, hertog van Saksen (waarschijnlijke datum)
- Gudrod Halfdansson, Noors Viking hoofdman (waarschijnlijke datum)
- 26 juli - Nikephoros I, keizer van het Byzantijnse Rijk
- Pepijn de Gebochelde (41), onwettige zoon van Karel de Grote
- 4 december - Karel de Jongere, zoon van Karel de Grote